# Часова преференція

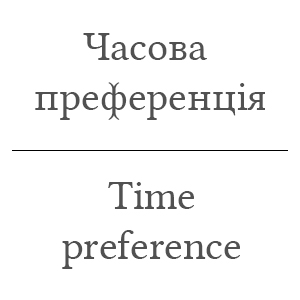
Часова преференція

Часова преференція (англ. time preference) — преференція (перевага) під час вибору благ, яка враховує фактор часу.
«Позитивна часова преференція» або «висока часова преференція» означає, що споживач цінує споживання зараз вище, ніж споживання у майбутньому.
«Від'ємна часова преференція» або «низька» означає, що споживач готовий чекати заради більших переваг чи менших втрат, які очікуються від споживання у майбутньому.
Часова преференція вимірюється через коефіцієнт (рівень) часової преференції (англ. rate of time preference), який розраховується відношенням кількості благ у майбутньому, якою споживач готовий пожертвувати за одиницю блага сьогодні.
Часова преференція застосовується як для оцінки споживчого вибору, так й для інвестиційних рішень. За низької часової преференції люди вдаються до економії, живуть у відповідності до доходів, заощаджують, інвестують, обирають низьке боргове навантаження на домогосподарства. Спостерігається тенденція до зниження процентної ставки кредиту.
Концепція часової преференції була описана представниками Саламанкської школи, розвинута Ейгеном фон Бем-Баверком, представником Австрійської економічної школи у роботі «Капітал і процент» (1884).
Ейген фон Бем-Баверк вважав, що процентні ставки відповідають рівню культурного розвитку: що вищим є інтелект і моральна свідомість громадян, то більше вони зберігають на майбутнє, а процентні ставки знижуються. Ганс Герман Гоппе (також представник Австрійської школи) бачить у них основу для своєї етики.
Основною проблемою, яка призводить до підвищення часових преференцій у суспільстві, представники Австрійської школи називають використання фіатних (декретних) грошей.
Як зазначає Хесус Уерта де Сото «часова преференція — це не фізіологічна або психологічна категорія, а невід'ємна частина логічної структури будь-якої діяльності, структури, яка присутня у свідомості кожної людини».
Чинники часової преференції поділяються на зовнішні, біологічні, особистісні та соціальні (інституційні).

## Економісти про часову преференцію
Людвіг фон Мізес у «Людській діяльності»:
Те, що обмежує обсяг заощаджень та інвестицій, є часовою преференцією.
Мюррей Ротбард у роботі «Влада та ринок» про часову преференцію приватних власників і державних чиновників:
Цікаво, що майже всі автори заучено повторюють думку про те, що часова преференція приватних власників примушує їх дивитися на речі «зблизька», тоді як тільки державні чиновники можуть дивитися на речі «в перспективі» і розподіляти власність для підвищення «загального добробуту». Насправді все відбувається з точністю до навпаки. Приватна особа, захищаючи своєю власність і свої капітальні ресурси, примушена дивитися на речі в перспективі, оскільки вона хоче зберегти капітальну вартість своїх ресурсів. Це державний чиновник повинен хапнути і втекти, він повинен розкрадати власність, поки він все ще при владі.